# Child's Play
Child's Play (bra: Brinquedo Assassino; prt: Chucky, o Boneco Diabólico) é um filme de suspense e terror estadunidense de 1988, dirigido e co-escrito por Tom Holland e produzido por David Kirschner a partir de uma história de Don Mancini. É o primeiro filme da série Child's Play onde é apresentado o personagem Chucky. É estrelado por Catherine Hicks, Dinah Manoff, Chris Sarandon, Alex Vincent e Brad Dourif; Hicks interpreta uma mãe viúva que dá ao filho um boneco de presente de aniversário, sem saber que o brinquedo é possuído pela alma de um serial killer.
O filme foi lançado nos Estados Unidos em 9 de novembro de 1988, e arrecadou mais de quarenta e quatro milhões de dólares contra um orçamento de nove milhões. Com o filme ganhando uma legião de fãs cult, seu sucesso de bilheteria gerou uma franquia de mídia que incluiu seis sequências para o cinema, merchandising, revistas em quadrinhos, um remake e uma série. Child's Play foi distribuído originalmente pela Metro-Goldwyn-Mayer (sob o selo MGM/UA), mas posteriormente seus direitos foram vendidos para a Universal Pictures em 1990, um pouco antes do lançamento de Child's Play 2. A Metro-Goldwyn-Mayer mais tarde conseguiu reter os direitos do primeiro filme e, assim como fez em 1988, distribuiu o remake de 2019.

## Enredo
Na noite de 9 de novembro de 1988, Charles Lee Ray, um serial killer fugitivo da polícia conhecido como "Estrangulador de Lakeshore", é perseguido pelo detetive de homicídios Mike Norris pelas ruas de South Side, em Chicago. Depois que Mike atira em Charles várias vezes e seu cúmplice, Eddie Caputo, entra em pânico e foge em um veículo sem ele, Charles invade uma loja de brinquedos. Percebendo que ele está morrendo devido ao tiro que sofreu, Charles jura se vingar de Eddie e Mike antes de realizar um feitiço de vodu haitiano em um boneco chamado "Good Guy", fazendo com que a loja seja atingida por um raio e exploda. Mike sobrevive a explosão e entra novamente na loja, apenas para encontrar o cadáver de Charles e o boneco.
No dia seguinte, a viúva Karen Barclay, sem saber, compra o boneco, que agora se chama "Chucky", de um vendedor ambulante para dar de presente de aniversário para seu filho de seis anos, Andy Barclay. Mais tarde naquela noite, a melhor amiga de Karen, Maggie Peterson, cuida de Andy, enquanto Karen está trabalhando até tarde em uma loja de departamentos. Depois que Maggie encontra Chucky sentado na frente da televisão da sala sintonizada em um noticiário noturno sobre Charles Lee Ray depois da hora de dormir de Andy e devolve o boneco para a cama, ela é atingida no rosto com um martelo por um agressor não revelado e cai pela janela da cozinha do apartamento para a morte; a polícia pericia o local e o detetive Norris considera Andy um suspeito. Antes de voltar para a cama, Andy afirma que Chucky matou Maggie; Karen, com raiva pelos policiais suspeitarem de seu filho, pede para que os agentes saiam da casa.
Na manhã seguinte, Chucky manda Andy deixar a escola e pegar o Metrô de Chicago no centro para se vingar de Eddie. Enquanto Andy se distrai, Chucky entra na casa de Eddie e o mata causando uma explosão de gás com o forno da casa do bandido. Andy é mais uma vez considerado suspeito e é colocado em um hospital psiquiátrico depois de novamente alegar que Chucky é o responsável pelo assassinato.
Ao anoitecer, Karen tenta jogar a caixa do "Good Guy" no lixo. Enquanto lê as informações da caixa, um pacote de pilhas cai e Karen percebe que Chucky está falando sem elas; intrigada, Karen põe fogo em sua lareira e ameaça queimar Chucky vivo, fazendo com que ele finalmente se revele violentamente em seus braços. Ele insulta e agride-a antes de sair correndo do apartamento; Karen corre atrás dele, mas o boneco escapa. Pouco depois, Karen encontra Mike fora da delegacia; depois de Mike desconfiar da história dela, Karen procura o vendedor ambulante a qual comprou o boneco para obter mais informações, mas ele tentar abusar sexualmente dela; Mike aparece bem a tempo de deter o ambulante e, juntos, eles o forçam a admitir que ele conseguiu o boneco na loja de brinquedos que explodiu na noite em que Charles Lee Ray foi morto. Karen novamente tenta convencer Mike que o boneco está vivo, mas ele se recusa a acreditar nela, uma vez que ele crê que matou Charles com um tiro naquela noite.
Enquanto Mike dirige para casa naquela noite, Chucky de repente surge do banco de trás do carro e tenta sufocá-lo e esfaqueá-lo; Mike bate o carro e dispara um tiro em Chucky, que inexplicavelmente sangra e sente dor. Tendo pensado que ele era imortal como um boneco, Chucky é forçado a fugir.
Depois que Mike e Karen se reconciliam, eles decidem falar com John “Doctor Death” Bishop, o ex-instrutor de vudu de Chucky; Chucky chega lá primeiro e confronta John sobre o motivo pelo qual o feitiço não o tornou imortal; John diz a Chucky que quanto mais tempo ele ficar no boneco, mais humano ele se tornará. Chucky exige que John o ajude a reverter o feitiço, mas John se recusa, alegando que Chucky perverteu a religião do Vodu para usar para o mal; Chucky, então tortura John com um boneco de vodu até que ele revele a solução: Chucky deverá transferir sua alma para o primeiro ser humano a quem ele se revelou, que no caso seria Andy; Chucky, agora instruído sobre o que deve fazer, apunhala o boneco vodu, ferindo fatalmente John. Logo depois que ele sai, Karen e Mike chegam e descobrem a cena horripilante; antes de morrer, John lhe diz que, embora Chucky seja um boneco, seu coração é totalmente humano neste momento e vulnerável a ferimentos fatais.
Chucky chega ao hospital onde Andy está sendo mantido, mas Andy escapa do boneco assassino, escondendo-se em uma sala de cirurgia; o Dr. Ardmore o encontra e tenta sedá-lo, mas Chucky surge e mata o médico com uma máquina de eletrochoque. Andy corre para casa, seguido por Chucky, que o deixa inconsciente com um taco de beisebol ao chegar no apartamento. Chucky se prepara para possuí-lo, mas Karen e Mike chegam para interromper o processo; Chucky emerge e ataca Mike, cortando brutalmente a perna dele com uma faca antes que Karen intervenha e jogue o boneco na lareira; Andy então acende o fogo com um fósforo, queimando Chucky vivo. Karen e Andy saem da sala para ajudar Mike, mas Chucky surge novamente carbonizado da lareira e persegue Andy; Karen desmembra Chucky com tiros da arma de Mike e Chucky é novamente presumido ser morto quando ele pára de se mover. O agente colega de Mike, Jack Santos, chega ao apartamento e chama uma ambulância para socorrer Mike, que está gravemente ferido; no entanto, Jack se recusa a acreditar na história de que o boneco é o autor dos ataques até que o corpo de Chucky surja mais uma vez por um duto de ventilação do apartamento para tentar estrangulá-lo com o braço restante; durante a luta que se segue, Mike atira em Chucky bem no coração, finalmente matando-o. Quando a ambulância chega, Mike é levado para fora por Karen e Jack enquanto Andy dá uma última olhada para o cadáver carbonizado de Chucky antes de apagar as luzes do quarto e fechar a porta.

## Elenco
- Alex Vincent como Andy Barclay, um menino de seis anos que é o alvo principal de Chucky.
- Catherine Hicks como Karen Barclay, a mãe de Andy que comprou um boneco "Good Guy" para o filho sem saber que ele estava possuído pela alma de um assassino em série.
- Chris Sarandon como detetive Mike Norris, um detetive da divisão de homicídios da polícia que acerta o bandido Charles Lee Ray "Chucky" durante uma troca de tiros em uma loja de brinquedos antes deste transferir sua alma para um boneco "Good Guy".
- Brad Dourif como Charles Lee Ray/Chucky, um conhecido serial killer vudu que transferiu sua alma para um boneco "Good Guy" a fim de escapar da morte após levar um tiro do policial Mike Norris.
- Dinah Manoff como Maggie Peterson, a amiga de Karen e colega dela na loja de departamentos; ela serve como babá de Andy enquanto Karen precisa fazer seu expediente até mais tarde, sendo a primeira vítima de Chucky.
- Tommy Swerdlow como Jack Santos, colega de Norris.
- Jack Colvin como Dr. Ardmore, o médico-chefe do hospital psiquiátrico onde Andy é internado.
- Raymond Oliver como John "Dr. Death" Bishop, ex-mentor de vudu de Chucky.
- Neil Giuntoli como Eddie Caputo, cúmplice de Chucky que foge sem ele na noite da perseguição, a qual Chucky jura vingança.
- Alan Wilder como o Sr. Walter Criswell, chefe de Karen e Maggie na loja de departamentos.
- Juan Ramirez como o vendedor ambulante que vendeu o "Good Guy" para Karen.

## Produção
De acordo com uma entrevista com Mental Floss, o roteirista Don Mancini concebeu o conceito da história de Child's Play enquanto estudava como diretor de cinema na Universidade da Califórnia em Los Angeles. Ele alegou ter sido inspirado pelo consumismo, pela famosa linha de bonecos Cabbage Patch Kids, pela antologia de terror para televisão Trilogy of Terror e pelo episódio "Living Doll" da série The Twilight Zone. O produtor executivo do filme, David Kirschner, que iria produzir todos os sete filmes da série "Chucky" posteriormente, afirmou na mesma entrevista que ele queria fazer um filme sobre um boneco assassino depois de ler o livro The Dollhouse Murders. O diretor Tom Holland também afirmou que a linha de bonecos "My Buddy" inspirou o design de Chucky.
No roteiro original de Mancini, intitulado sob o nome provisório "Blood Buddy", o boneco teria sido preenchido com sangue falso que permitiria sangrar se agredido com certa força e teria se tornado vivo depois que Andy misturasse seu próprio sangue com o do boneco; o boneco iria representar uma raiva reprimida de Andy e teria mirado seus inimigos. O roteiro original de Mancini também sugeriu a técnica "Quem matou?", focando mais no efeito da publicidade infantil veiculada na televisão; também foi pensada uma escrita de forma que tanto a criança quanto o boneco parecessem brincar com o espectador para gerar dúvida no público sobre quem seria o verdadeiro assassino: Chucky ou Andy. O filme também recebeu o título provisório de "Batteries Not Included" antes de finalmente ganhar o nome Child's Play.
Charles Band expressou interesse em filmar o roteiro e mais tarde produziu a franquia Puppet Master. Quando o roteiro foi finalmente aceito pela United Artists, foi reescrito por John Lafia para tornar o personagem de Andy mais compreensivo. No tratamento original de Lafia, a alma de Charles Lee Ray teria sido transferida para o boneco depois dele ser executado por uma cadeira elétrica, com o boneco já sendo possuído ainda na sua linha de montagem em uma fábrica. William Friedkin, Irvin Kershner, Robert Wise e Joseph Ruben foram estudados para a direção do filme antes de Holland ser contratado por uma recomendação de Steven Spielberg.
Child's Play foi filmado em Chicago, Illinois, para cenas no local. O Brewster Apartments, localizado nos bairros de Diversey e Pine Grove em Chicago, serviu como locação para o apartamento de Karen e Andy, sendo retratado, inclusive, no pôster do filme. A loja de brinquedos na primeira cena do filme era na verdade um restaurante chinês que foi fechado em Chicago. As filmagens internas ocorreram no Culver Studios em Culver City, Califórnia.
O nome completo de Chucky, Charles Lee Ray, é derivado dos nomes dos notórios assassinos Charles Manson, Lee Harvey Oswald e James Earl Ray. A morte de Maggie seria originalmente por eletrocussão enquanto ela tomaria um banho; a ideia, contudo, foi abandonada sendo mais tarde utilizada para a morte de Tiffany em A Noiva de Chucky.
O filme usou várias maneiras de retratar Chucky, incluindo animatrônicos e pessoas de baixa estatura ou atores infantis. Vários animatrônicos e cosméticos foram usados para cada cena. Ao longo do filme, Chucky passa por uma pequena mas notável, calvície, parecendo cada vez mais humano. O trabalho de dublagem de Chucky, realizado por Brad Dourif, foi gravado com tanta antecedência que a equipe podia ajustar a boca do boneco em relação às palavras. Por causa disso, Dourif raramente aparecia no set de filmagens durante as cenas que envolvia o boneco assassino.
O filme inicialmente recebeu críticas negativas depois que um corte bruto de duas horas foi realizado para depois ser mostrado para as exibições de teste. Holland, Kirschner e Mancini posteriormente cortaram o filme para reduzir a quantidade de tempo que Chucky estava na tela, algo que Kirschner havia defendido durante a produção para criar suspense de uma forma similar a Jaws ou Alien, o Oitavo Passageiro. Os três também pensaram que a exibição de teste fracassou devido ao uso de Jessica Walter para a dublagem do boneco.

## Recepção crítica e bilheteria
O filme foi produzido com um orçamento estimado em nove milhões de dólares. Quando lançado, em 9 de novembro de 1988 em 1.377 salas de cinema dos Estados Unidos, teve faturamento de US$ 6.583.963 no primeiro final de semana. Ao total, o filme teve faturamento de US$ 33.244.684 nas bilheterias dos Estados Unidos e mais US$ 10.952.000 pelo mundo. Tendo faturamento mundial de US$ 44.196.684.
As resenhas críticas foram geralmente positivas. O crítico Roger Ebert deu ao filme a nota de 3/4, chamando-o de "filme de terror alegremente energético". O filme tem uma taxa de aprovação de 67% no site Rotten Tomatoes, com base em 36 avaliações, obtendo a nota média de 6,4/10.

## Prêmios e indicações
| Cerimônia      | Categoria                          | Recipiente                            | Resultado |  |
| -------------- | ---------------------------------- | ------------------------------------- | --------- |  |
| Prêmio Saturno | Melhor Atriz em cinema             | Catherine Hicks                       | Venceu    |  |
| Prêmio Saturno | Melhor filme de terror             | Child's Play                          | Indicado  |  |
| Prêmio Saturno | Melhor desempenho de um ator jovem | Alex Vincent                          | Indicado  |  |
| Prêmio Saturno | Melhor roteiro                     | Tom Holland, John Lafia e Don Mancini | Indicado  |  |

## Controvérsias
A série de filmes foi atormentada por acusações de incitar a violência em crianças. Child's Play 3 foi citado como a "inspiração" para dois assassinatos, que ocorreram no Reino Unido em dezembro de 1992 e fevereiro de 1993, respectivamente: o assassinato de Suzanne Capper e o assassinato de James Bulger. No caso de Suzanne Capper, a jovem de 16 anos foi forçada a escutar gravações de Chucky repetindo sua famosa fala: "I'm Chucky, wanna play?" ("Eu sou Chucky, quer brincar?"). Tom Holland, em resposta aos dois assassinatos, defendeu o filme, afirmando que os espectadores de filmes de terror só poderiam ser influenciados pelo seu conteúdo se fossem "muito desequilibrados".